# Long Player
Long Player är Faces andra studioalbum, utgivet 1971. På det här albumet kan man börja känna igen den vilda rockmusik gruppen blev känd för till exempel i låtarna "Had Me a Real Good Time" och "Bad 'N' Ruin". Här finns också två liveinspelningar. Alla medlemmarna i gruppen har skrivit åtminstone en låt på albumet.

## Låtlista
Sida 1
1. "Bad 'N' Ruin" (Ian McLagan/Rod Stewart) – 5:24
2. "Tell Everyone" (Ronnie Lane) – 4:18
3. "Sweet Lady Mary" (Lane/Stewart/Ronnie Wood) – 5:49
4. "Richmond" (Lane) – 3:04
5. "Maybe I'm Amazed" (live) (Paul McCartney) – 5:53

Sida 2
1. "Had Me a Real Good Time" (Lane/Wood) – 5:51
2. "On the Beach" (Lane/Wood) – 4:15
3. "I Feel So Good" (live) (Big Bill Broonzy) – 8:49
4. "Jerusalem" (Wood) – 1:53

## Medverkande
Musiker
- Rod Stewart – sång
- Ronnie Lane – basgitarr, akustisk gitarr, percussion, bakgrundssång, sång
- Ronnie Wood – sologitarr, slidegitarr, pedal steel guitar, bakgrundssång, sång
- Ian McLagan – piano, orgel, keyboard, bakgrundssång
- Kenney Jones – trummor, percussion
- Bobby Keys – tenorsaxofon (på "Had Me a Real Good Time")
- Harry Beckett – trumpet (på "Had Me a Real Good Time")

Produktion
- Faces – musikproducent
- Mike Bobak – ljudtekniker
- Dave Palmer – ljudtekniker (Electric Lady Mobile)
- Martin Birch – ljudtekniker (Rolling Stones Mobile)
- Seabrook/Graves/Aslett Assoc. – omslagsdesign